# Neoclytus curtulus
Neoclytus curtulus là một loài bọ cánh cứng trong họ Cerambycidae.